# Jacob Reyvaert
Jacob Reyvaert (Lissewege, ca 1535 - Brugge, 1 juni 1568) was een humanist en rechtsgeleerde.

## Levensloop
Zoon van de vroeg gestorven Franciscus Reyvaert, deed Reyvaert lagere studies in de Brugse school van Jan Geldrius. Van zijn vijftiende tot zijn achttiende studeerde hij rechten in Leuven. Vervolgens studeerde hij verder in Orléans, waarschijnlijk tot in 1558. Hij keerde naar Brugge terug, waar hij trouwde met Petronilla Ommejaghere. Ze hadden vier kinderen, van wie alleen Pierre de volwassen leeftijd bereikte en studies deed in Orleans. Hij werd taalman in Brugge, maar ook hij stierf vroeg.
Jacob werd op 2 september 1558 tot schepen benoemd. Het jaar daarop werd hij hoofdman van het Sint-Nicolaas sestendeel. Op 2 september 1562 werd hij raadslid van de stad en het jaar daarop hoofdman van het Carmers sestendeel. Op 2 september 1564 werd hij opnieuw raadslid. In 1560 tot 1562 keerde hij naar Leuven terug om er tot doctor te promoveren.
In 1565 werd hij hoogleraar in Douai en doceerde er Romeins recht en kerkelijk recht. Hij hield dit één jaar vol, ondermijnd als hij was door TBC. Hij trok weer naar Brugge, waar hij zich nog uitsluitend met zijn juridische werkzaamheden bezighield. Hij was drieëndertig toen hij stierf. Hij werd in Lissewege begraven en zijn vriend Johannes Lernutius zorgde voor een grafplaat.
Justus Lipsius noemde hem Belgarum jurisque magna spes en de Belgische Papinius.

## Publicaties
- Tribonianus sive de variis usucapionis differentiis adversus Tribonianum liber singularis ; ejusdem ad legem Scriboniam liber singularis. Antwerpen, Plantin, 1561 (opgedragen aan Guido Laurinus).
- Ad leges duodecim tabularum liber singularis, Brugge, Hubertus Goltzius, 1563 (opgedragen aan Marcus Laurinus).
- Variorum sive de juris ambiguitalibus libri quinque, Brugge, Goltzius, 1564 (opgedragen aan Joachim Hopperus).
- Pro tribunalium liber singularis, Brugge, Goltzius, 1565, (opgedragen aan Viglius)
- De proejudiciis libri duo, Brugge, Goltzius, 1565 (opgedragen aan Jan Casembroot)
- De auctoritate prudentium liber singularis, Antwerpen, Plantin, 1566 (opgedragen aan Christophe d'Assonville).
- Ad titulum pandectarum de diversis regulis juris antiqui commentarii, Antwerpen, Plantin, 1568 (opgedragen aan de stadsmagistraat van Brugge)
- Conjectaneorum libri tres nunc primum in lucem editi ex bibl. Jani Lernutii, Brugensis, poètes egregii, Frankfurt, 1601
- Twee Latijnse verzen, in: Julius Caesaris Commentarii, Brugge, Goltzius, 1563.